# Hoefler Text
Hoefler Text数字是一套不齐线数字字体，对应的Hoefler Text2是无衬线字体，对应的Hoefler Text3、Hoefler Text4是齐线数字。由 喬納森·霍夫勒設計於1991年。
乍看之下，Hoefler与Times New Roman相当类似，但它们有多处不同。首先，在相同的字号下，以前的字体的字符比Times New Roman的字符略大；其次，以前的字体的字符线条较粗，衬线部份也比较钝而平。另外在数字部份也非常不同，Hoefler Text采用称为“不齐线数字”的数字，特色在于数字会像西文字母般有高矮大小之别。
微软将以前的字体列入网页核心字型，是视窗操作系统的内建字型之一。苹果电脑的麦金塔系统之后也跟进采用以前的字体作为内建字型之一。
維基百科曾使用Hoefler Text作為維基百科標誌的字體，直到2010年重新設計後被Linux Libertine取代。